# Lawena
Lawena là một khu vực thung lũng ở phía nam Liechtenstein.